# Ermita de la Candelaria (Colmenar)
La ermita de Nuestra Señora de la Candelaria es un templo cristiano situado en el municipio de Colmenar (en la provincia de Málaga, España), declarado Bien de Interés Cultural en 1996. Se trata de una edificación de estilo barroco, construida durante los siglos XVII y XVIII, de autor desconocido.

## Historia
La Virgen de Candelaria es la Patrona de Canarias, según la tradición la ermita fue levantada en una zona elevada como muestra de gratitud a unos marinos canarios que se salvaron milagrosamente de morir durante una tormenta en las costas malagueñas.

## Descripción
La ermita está situada en la parte más alta de la población. El templo, que ha sufrido diversas reformas a lo largo de su historia, se compone de una sola nave con presbiterio y camarín. La nave, de planta rectangular, termina en un gran arco triunfal de medio punto que da paso a un presbiterio elevado. Sobre éste se eleva un cimborrio octogonal, en el espacio que albergaba una interesante cúpula, hoy desaparecida.
El camarín, situado tras el presbiterio, es una obra de 1719. Este es una estancia de planta cuadrada, que se cubre con una bóveda semiesférica sobre pechinas con profusa decoración barroca.
Por lo que respecta al exterior del inmueble, ha de destacarse la fachada que se dispone sobre el hastial de la ermita. En su cuerpo bajo, un vano de medio punto entre pilastras toscanas, sirve de acceso al templo. Sobre éste aparece un cornisa mixtilínea, que da paso a la espadaña. En ella se abren tres vanos coronados por una sinuosa moldura y una placa pentagonal.